# آلینا تالای
آلینا تالای (بلاروسی: Аліна Генадзеўна Талай؛ زادهٔ ۱۴ مهٔ ۱۹۸۹) دونده دو با مانع اهل بلاروس است.
از افتخارات وی میتوان به کسب مدال برنز دو ۱۰۰ متر با مانع در مسابقات جهانی دو و میدانی ۲۰۱۵ اشاره کرد.